# 鲍里斯·切尔内绍夫
鲍里斯·亚历山德罗维奇·切尔内绍夫（羅馬化：Boris Aleksandrovich Chernyshov；1991年6月25日—）是俄罗斯政治家，第七届和第八届国家杜马代表。

## 生平
切尔内绍夫于2012年毕业于高等经济大学，并于2014年在莫斯科国立大学完成深造。
在当选国家杜马之前，切尔尼绍夫担任俄罗斯自由民主党莫斯科支部协调员。

## 制裁
切尔内绍夫于2022年因俄乌战争而受到英国政府和美国财政部的制裁。